# Stadio Alfredo d'Albertas
Lo stadio Alfredo d'Albertas è uno stadio calcistico sito nel comune italiano di Gozzano, in provincia di Novara.
Maggiore impianto sportivo municipale per capienza e area superficiale, ospita gran parte delle attività (gare interne e allenamenti della prima squadra e di alcune squadre giovanili) e la sede legale del Gozzano, principale squadra di calcio del territorio, che ne è altresì la concessionaria di gestione per conto dell'amministrazione comunale (effettiva titolare della proprietà).

## Storia

### Origini

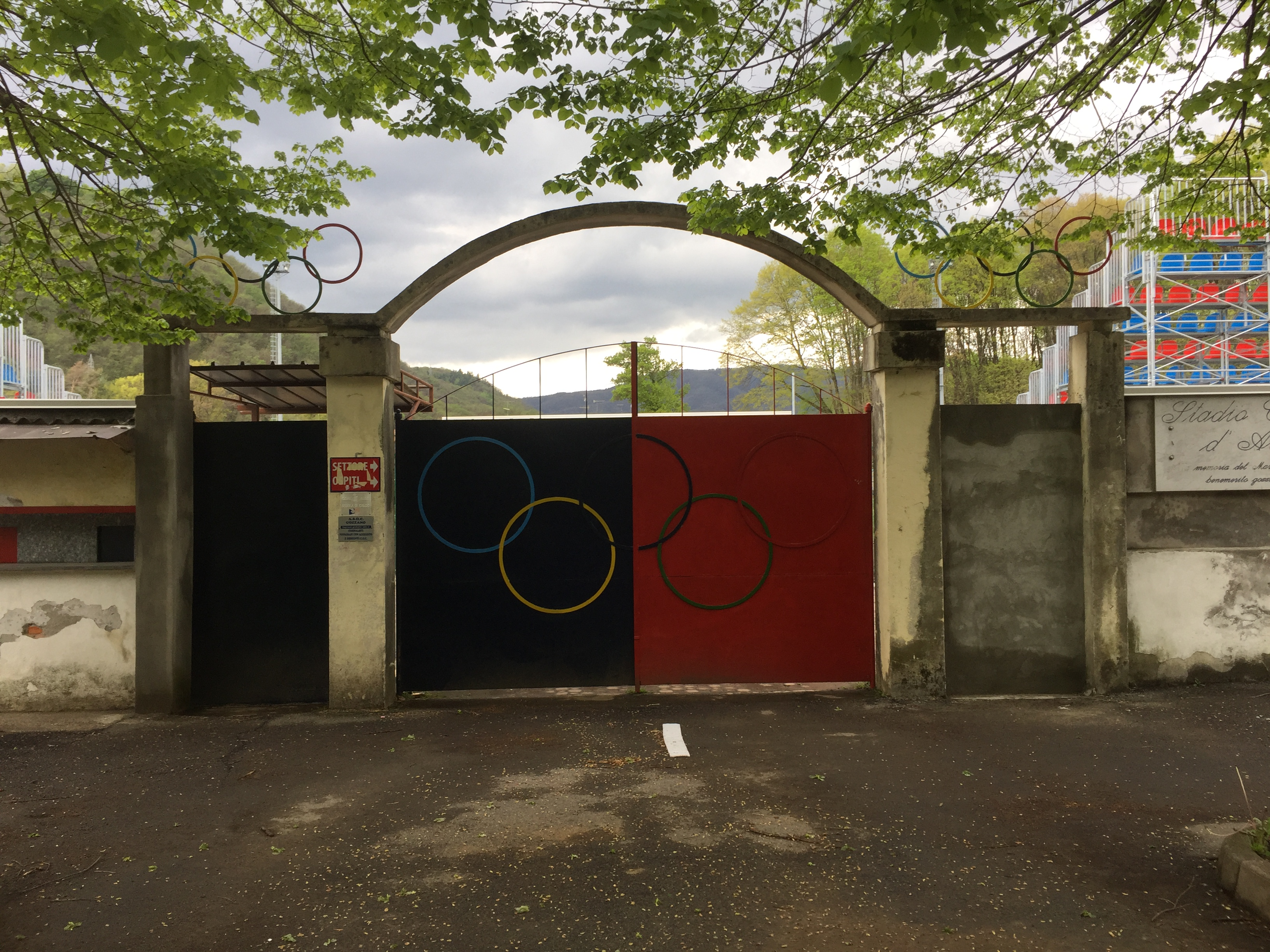
Il cancello principale dello stadio.

Allorché, nei primi decenni del XX secolo, la pratica calcistica prese piede nel basso Cusio, un primo terreno di gioco venne approntato a nord del centro abitato, lungo la strada provinciale 229 che conduce a Orta San Giulio. Fu in questa sede che la Juventus (antesignana del moderno Gozzano) iniziò le sue attività attorno ai primi anni 1920.
In un secondo momento la Ortalion-Bemberg mise a disposizione un terreno nelle pertinenze del proprio locale stabilimento: il Gozzano vi si trasferì e vi realizzò un nuovo campo; fu tuttavia una sistemazione effimera, giacché nel giro di pochi anni l'espansione dello stabilimento tessile fece venir meno la disponibilità dello spazio in questione.
Il Gozzano nell'immediato ripiegò sul campo sportivo dell'oratorio parrocchiale, dopodiché il comune provvide a costruire un nuovo terreno di gioco a nord-ovest del centro storico, in località Monterosso, lungo la strada provinciale per San Maurizio d'Opaglio, nei pressi della chiesa di Santa Maria di Luzzara.
In coincidenza con un periodo d'inattività della squadra cittadina, tra il 1966 e il 1967 il campo ospitò le gare interne della società Humilitas di Arona, che si occupò di rizollare il prato.
Tra gli anni 1960 e 1980, nei mesi estivi il campo gozzanese ha inoltre ospitato più volte il ritiro pre-campionato del Novara.
Allorché il Gozzano fu rifondato e iniziò a scalare le gerarchie del calcio dilettantistico (conquistando segnatamente il primo accesso alla Serie D nel 1979), il campo da gioco venne progressivamente dotato di tribune e strutture di servizio sempre più capienti, fino a diventare un vero e proprio stadio. Gli interventi di maggior portata vennero condotti nel 1979 (per un importo di 30 milioni di lire) e nel 1991 (in quest'ultimo caso la procura della Repubblica di Novara, avendo ravvisato irregolarità nell'affidamento dei lavori, rinviò a giudizio l'allora sindaco e alcuni imprenditori e dirigenti pubblici della zona, accusandoli di turbativa d'asta, falso ideologico e abuso in atti di ufficio: nel 1996 il procedimento si concluse col patteggiamento di risarcimenti pecuniari e pene da circa un anno di reclusione, tutte sospese con la condizionale).

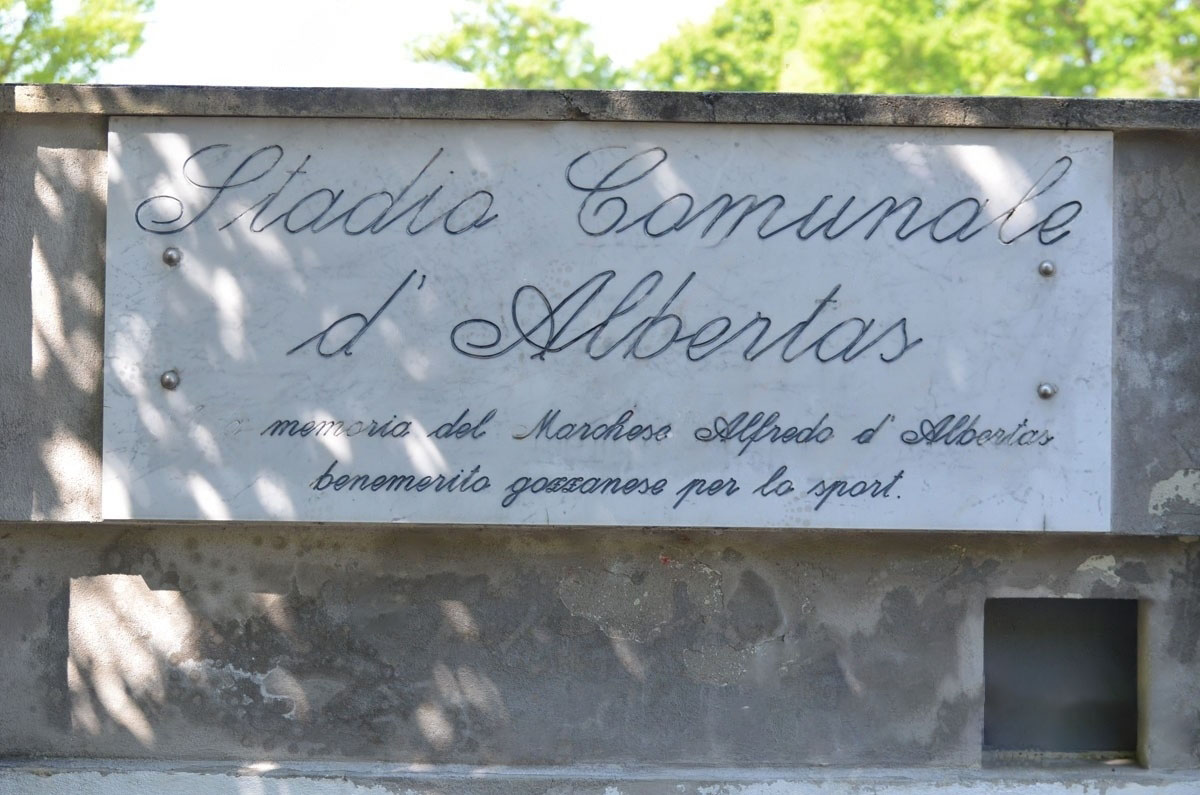
Lapide intitolativa dello stadio

Il 21 maggio 1994 la struttura venne intitolata alla memoria del marchese Alfredo d'Albertas (1916-1992), longevo e munifico mecenate e promotore della pratica calcistica a Gozzano.
Nel 2015 a nord dello stadio venne ricavato un ulteriore campo da gioco in erba sintetica, finanziato direttamente dalla proprietà del Gozzano.

### La ristrutturazione del 2019
Al termine della stagione 2017-2018 il Gozzano viene promosso per la prima volta in Serie C: lo stadio d'Albertas (capace di meno di 1000 posti a sedere) è tuttavia inadeguato ai canoni strutturali del calcio professionistico italiano, richiedendo pertanto un cospicuo intervento di ristrutturazione e ampliamento.
Tra agosto e settembre 2018 l'amministrazione comunale di Gozzano commissiona e approva un progetto preliminare all'architetto Paolo Preti: esso prevede il riallestimento degli spogliatoi (onde ricavare anche un locale per i controlli antidoping e un ambulatorio), l'allestimento di una vera sala stampa (in precedenza assente) e di postazioni per i giornalisti sulla tribuna, l'implementazione della videosorveglianza, la costruzione di nuove gradinate sul lato est per portare la capienza a circa 1500 posti a sedere (requisito minimo per la terza serie), lo spostamento della vecchia tribuna ospiti accanto al campo sintetico, l'apertura di nuovi varchi d'accesso, uscite di sicurezza e un parcheggio interno riservato agli addetti ai lavori, il potenziamento di illuminazione e audiodiffusione e la sostituzione delle recinzioni perimetrali (con posa di barriere antisfondamento dinnanzi al settore ospiti), anche per incanalare e separare i flussi di pubblico da e per i vari settori degli spalti.
L'importo dell'operazione viene quantificato in 394 408 euro: di questi, 300 000 vengono corrisposti dalla Regione Piemonte, mentre il resto rimane a carico del bilancio comunale gozzanese.
Onde velocizzare i lavori e consentire ai rossoblù di rientrare in possesso dell'impianto nel minor tempo possibile si sceglie di costruire le nuove strutture utilizzando elementi modulari prefabbricati a carattere non permanente. Nel mentre il Gozzano (dopo aver vagliato varie possibili soluzioni) adotta transitoriamente quale campo casalingo lo stadio Silvio Piola di Vercelli, continuando però per qualche mese a usare il "d'Albertas" per le partite del settore giovanile e gli allenamenti della prima squadra.
Sebbene nei mesi estivi fosse stato auspicato il periodo natalizio 2018 come termine per la consegna dell'impianto finito, il progetto esecutivo viene ratificato ben più tardi, il 20 dicembre 2018, mentre la gara d'appalto per la sua realizzazione si apre quattro giorni dopo: il lungo protrarsi della fase burocratico-amministrativa causa finanche moti di disappunto da parte della tifoseria rossoblù.
Una volta conferito l'appalto, il cantiere viene effettivamente avviato il 4 febbraio 2019; a decorrere da tale data, anche le sopradette attività e la sede amministrativa della società vengono trasferite temporaneamente in sedi terze.
Già sul finire della stagione 2018-2019 comune e società presentano un'istanza per ottenere l'agibilità dell'impianto, ma la questura e la Commissione provinciale di vigilanza sui locali di pubblico spettacolo di Novara la rigettano, prescrivendo altresì alcuni ulteriori interventi d'adeguamento. Di riflesso la riapertura è slittata ulteriormente e il Gozzano ha dovuto giocare a Vercelli anche le prime gare dell'annata 2019-2020.
Terminati definitivamente i lavori, il 27 agosto 2019 gli organi di controllo concedono l'agibilità allo stadio ristrutturato; la riapertura avviene il successivo 15 settembre, in occasione della gara di campionato tra Gozzano e Giana Erminio, chiusa sul punteggio di 1-1.

## Struttura
Lo stadio si configura come un impianto vocazionalmente deputato alla sola pratica calcistica: attorno al terreno di gioco (in erba naturale, misurante 150×65 metri e integralmente recintato) non vi sono né pista di atletica leggera, né velodromo, né ausili analoghi.
A seguito della ristrutturazione del 2019, gli spalti si suddividono in tre settori indipendenti, tutti affacciati sui lati lunghi del prato (non sono infatti presenti tribune sui lati corti) e integralmente dotati di seggiolini.
- Tribuna (ovest), struttura stabile in cemento armato con tettoia in materiale metallo-plastico, è capace di 290 posti a sedere per spettatori locali (più 30 postazioni per i giornalisti, 9 per i radiotelecronisti e i cineoperatori, 1 per lo speaker, attrezzate con prese elettriche e connettività internet); su di essa è anche ricavata la cabina per il Gruppo Operativo Sicurezza, costruita in metallo[17].
- Distinti (sud-est), costruiti in ferrotubi prefabbricati (con fondamenta in cemento) e capaci di 680 posti a sedere, sono a loro volta destinati al pubblico gozzanese e sono privi di copertura[17][38].
- Tribuna ospiti (nord-est), costruita in ferrotubi prefabbricati (con fondamenta in cemento) e capace di 520 posti, è normalmente dedicata alle tifoserie delle squadre in trasferta ed è priva di copertura[17][38].

Lo stadio è accessibile da diversi ingressi: quelli per il pubblico ospite sono in via Madonna di Luzzara (ossia la strada provinciale 46 occidentale del lago d'Orta), mentre quelli dedicati a pubblico di casa, squadre, giornalisti e personale vario sono in via Antonio Gramsci (strada provinciale 45 della Cremosina). Nelle immediate pertinenze dello stadio vi sono alcune aree pubbliche di parcheggio per autoveicoli, mentre gli autobus e in generale gli automezzi appartenenti a squadre, personale ed eventuali operatori radiotelevisivi (OB-VAN) usufruiscono di appositi spiazzi riservati sul retro e a latere della tribuna centrale, sempre con entrata da via Gramsci.
Gli spogliatoi per le squadre e i direttori di gara (in totale sei, più docce e servizi igienici) nonché la sala antidoping, l'ambulatorio, i magazzini e i ripostigli sono collocati all'interno della tribuna centrale; un tunnel coperto con sbocco di fronte alla predetta tribuna collega tali locali direttamente al campo erboso. Nei pressi sorgono inoltre alcuni edifici prefabbricati che accolgono la sala stampa (intitolata alla memoria del giornalista Rocco Cristofaro, storico cronista sportivo per conto di varie testate locali), la sala di lavoro per giornalisti, gli uffici direzionali del Gozzano, un bar, un punto hospitality, una foresteria e una piccola palestra.
L'illuminazione notturna del campo è garantita da otto cluster di riflettori alloggiati su piloni metallici contigui alle gradinate dei quali quattro fissi (preesistenti alla ristrutturazione) e quattro temporanei, aggiunti a lato dei permanenti. L'impianto sviluppa un valore di illuminamento verticale medio superiore ai 500 lux in tutte le direzioni.
A nord dello stadio "propriamente detto" sorge dal 2015 il FAR Camp, un ulteriore campo da gioco con caratteristiche regolamentari, rivestito in erba sintetica, recintato e provvisto a sua volta di piccole tribune per il pubblico.
 

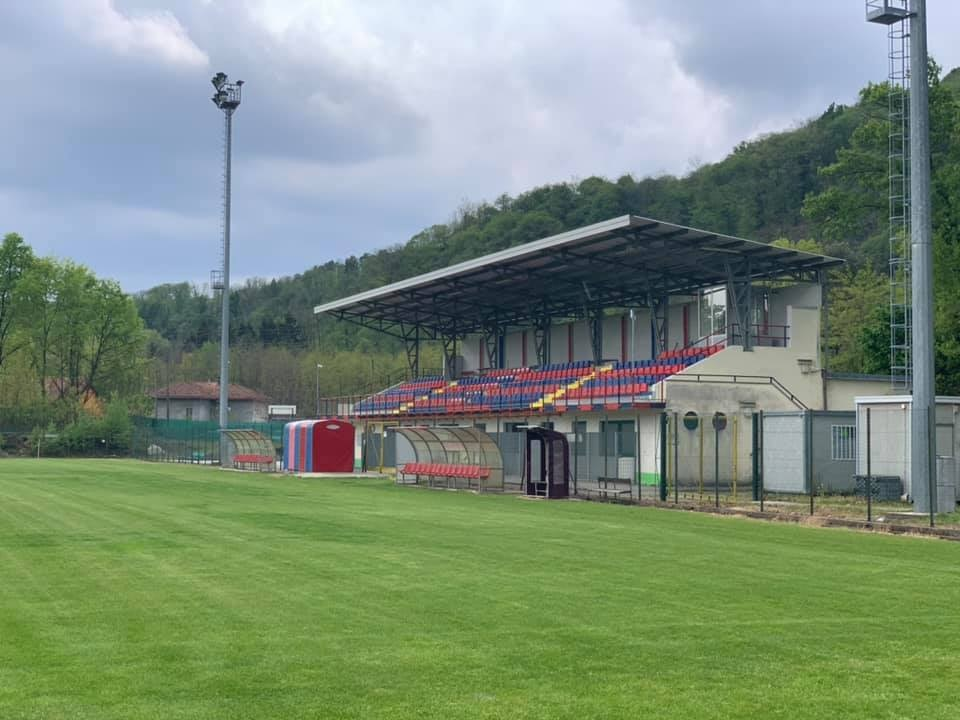
Vista dal campo sulla tribuna principale e sugli edifici accessori.
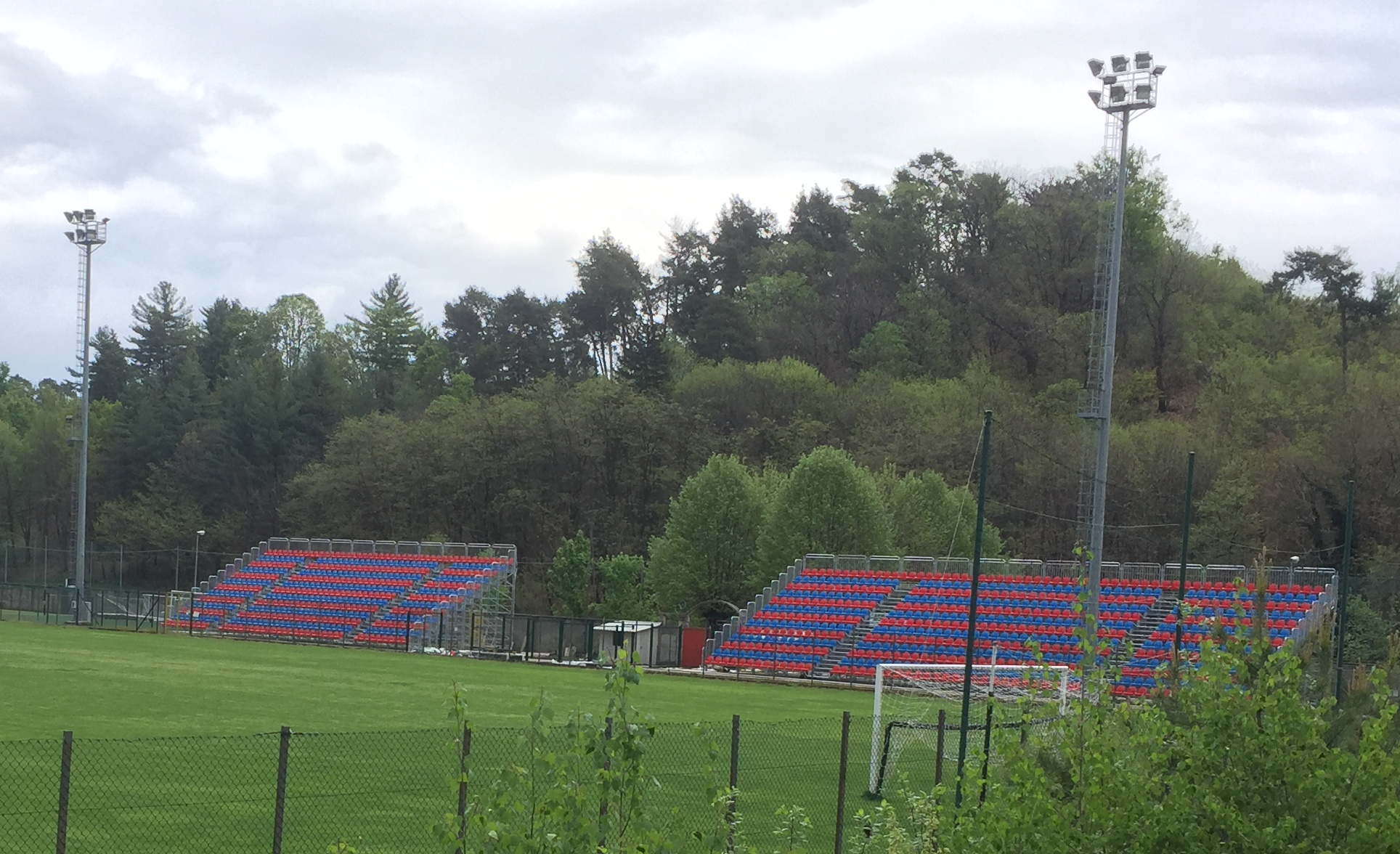
Gli spalti est (tribuna ospiti a sinistra, distinti a destra) eretti nel 2019.
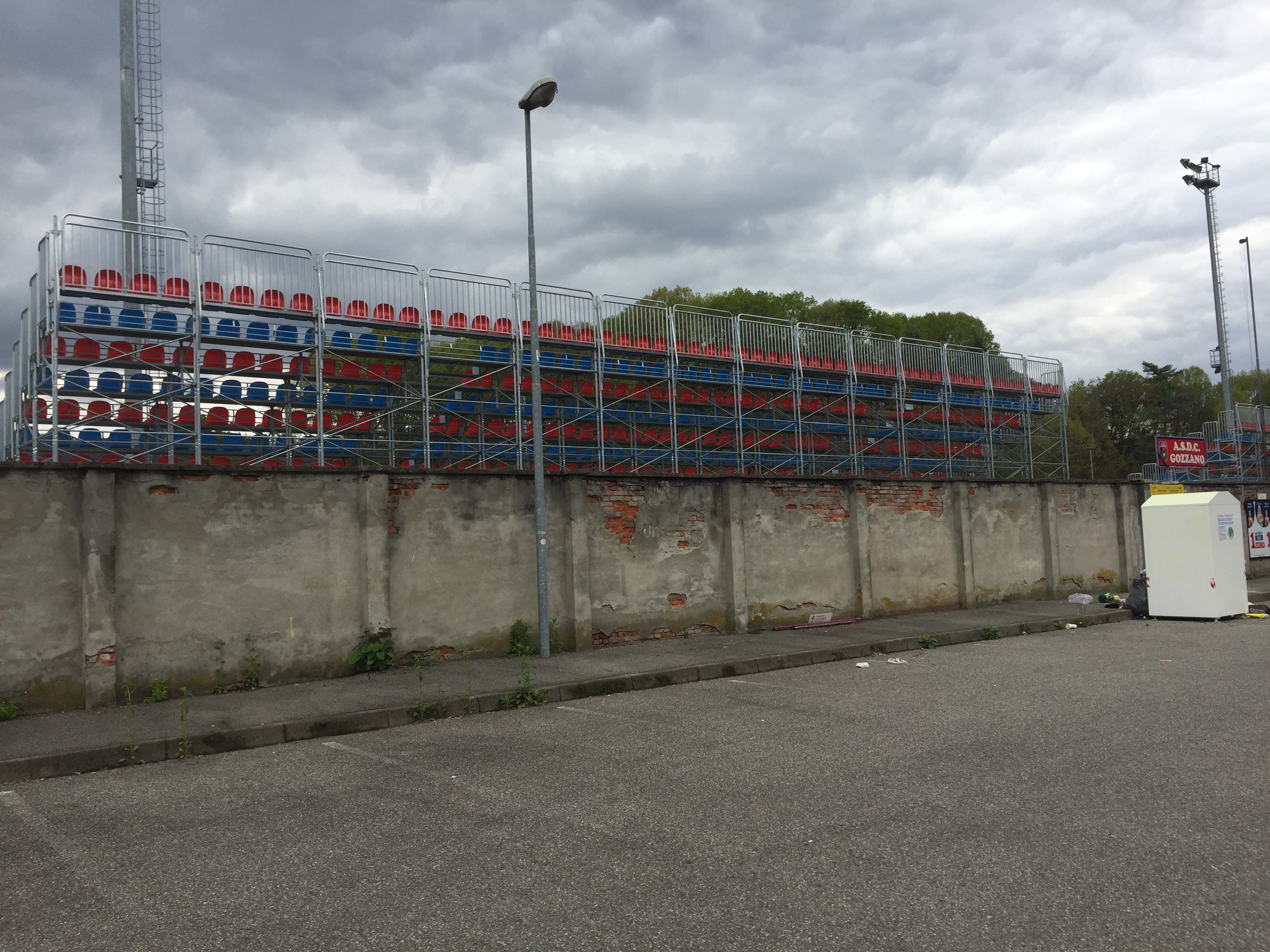
Vista posteriore dei distinti.
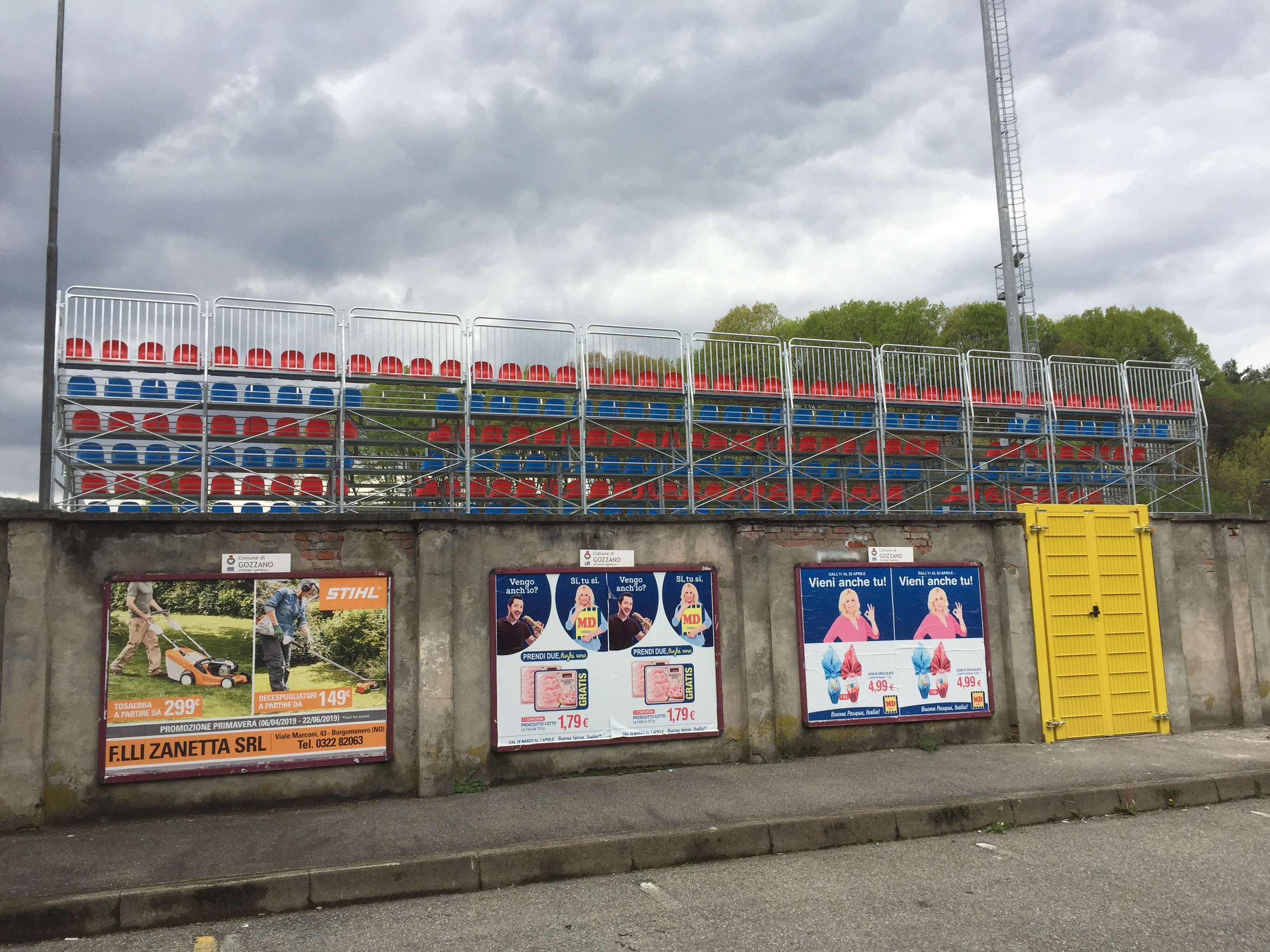
Vista posteriore della tribuna ospiti.
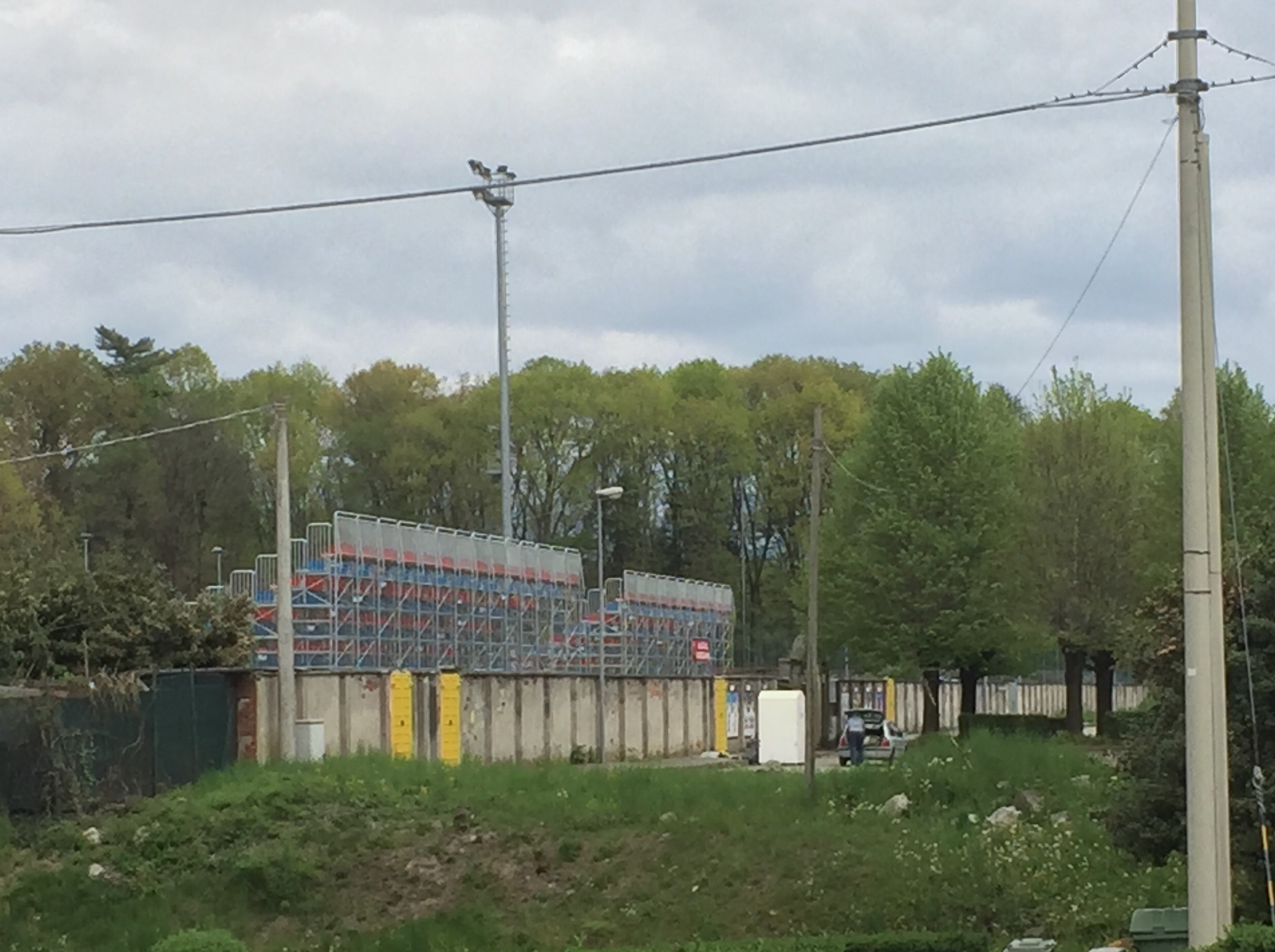
Vista complessiva del lato est esterno da via Madonna di Luzzara.
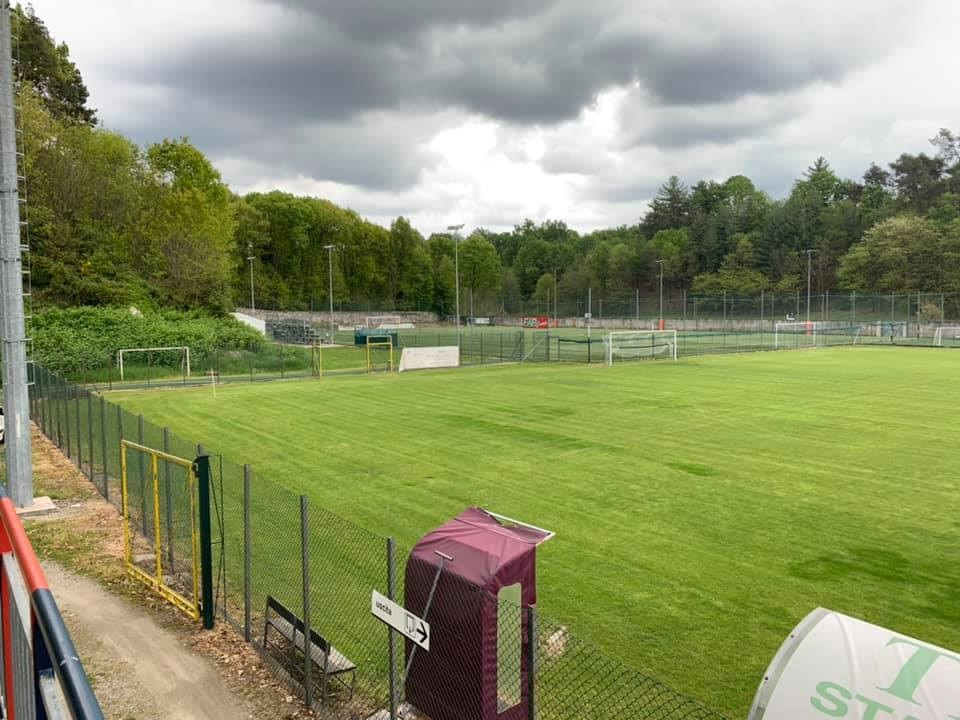
Vista verso il campo sintetico: al centro della foto si intravede la tribunetta metallica un tempo collocata sul lato est del campo centrale.

## Affluenze di pubblico significative

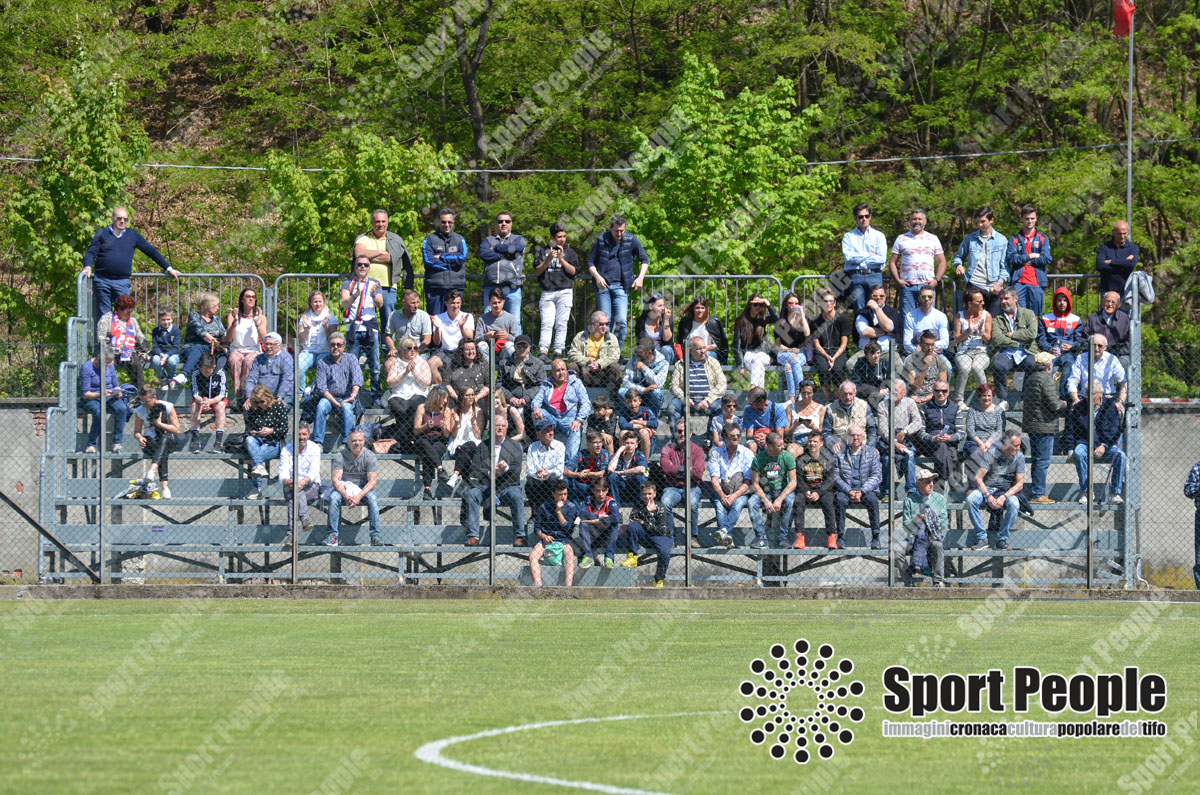
La vecchia tribunetta ospiti sul lato est, rimossa nel 2019.

Fino al 2019 la capienza totale delle tribune si attestava a circa 400 posti, sostanzialmente adeguati al bacino d'utenza di una "piazza" come quella gozzanese, mai spintasi oltre la Serie D per oltre 95 anni; è però accertato che in determinate circostanze (laddove le regole lo hanno consentito) l'affluenza di pubblico allo stadio abbia oltrepassato finanche il migliaio di unità, con spettatori sistemati anche al di fuori delle gradinate.

## Trasporti
A circa 2 km di distanza stradale dall'impianto si trovano le stazioni ferroviarie di Gozzano e Bolzano Novarese, entrambe servite dalla linea regionale Domodossola-Novara. Analoga distanza separa altresì lo stadio dal lido di Gozzano (con relativo imbarcadero) sul lago d'Orta.
Nelle immediate vicinanze dello stadio, su via XXV Aprile fermano altresì gli autobus extraurbani di trasporto pubblico locale che collegano Gozzano con Arona, Borgomanero, Omegna, Pella e Gargallo.